# Grand lac Caribou
Grand lac Caribou är en sjö i Kanada.   Den ligger i regionen Mauricie och provinsen Québec, i den sydöstra delen av landet, 300 km nordost om huvudstaden Ottawa. Grand lac Caribou ligger 349 meter över havet. Arean är 0,44 kvadratkilometer. Den sträcker sig 1,5 kilometer i nord-sydlig riktning, och 0,5 kilometer i öst-västlig riktning.
I omgivningarna runt Grand lac Caribou växer i huvudsak blandskog. Runt Grand lac Caribou är det glesbefolkat, med 17 invånare per kvadratkilometer.